# کلیسای گریگور روشنگر مقدس (دسق)
کلیسای گریگور روشنگر مقدس (ارمنی: Սուրբ Գրիգոր Լուսավորիչ եկեղեցի؛ ) یک کلیسا متعلق به کلیسای حواری ارمنی واقع در شهر دسق، استان لوری ارمنستان می‌باشد. ساخت و ساز این ساختمان در سده ۷ام میلادی؛ به پایان رسید. این بنا به سبک معماری ارمنی طراحی شده است.

## نگارخانه

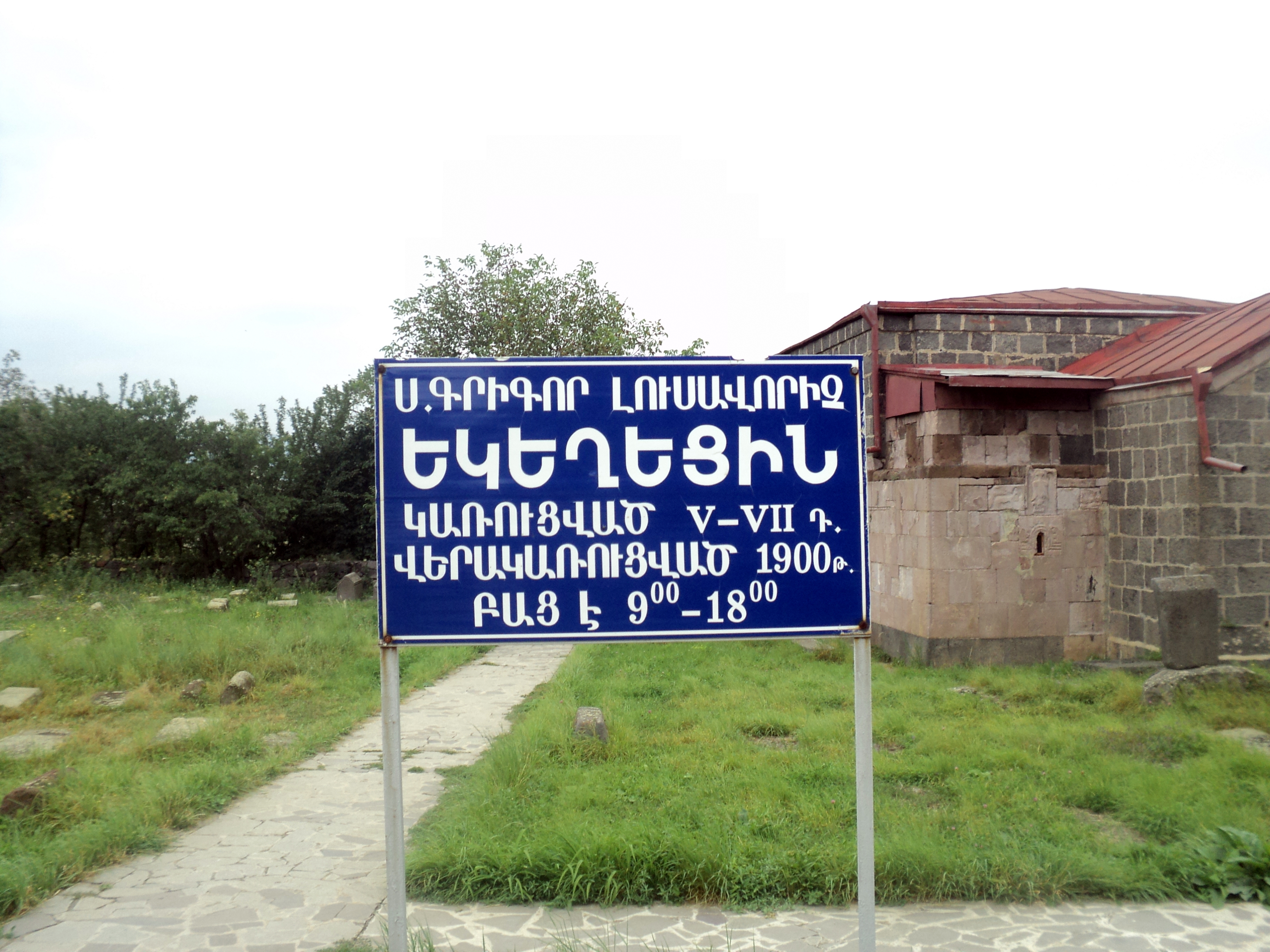
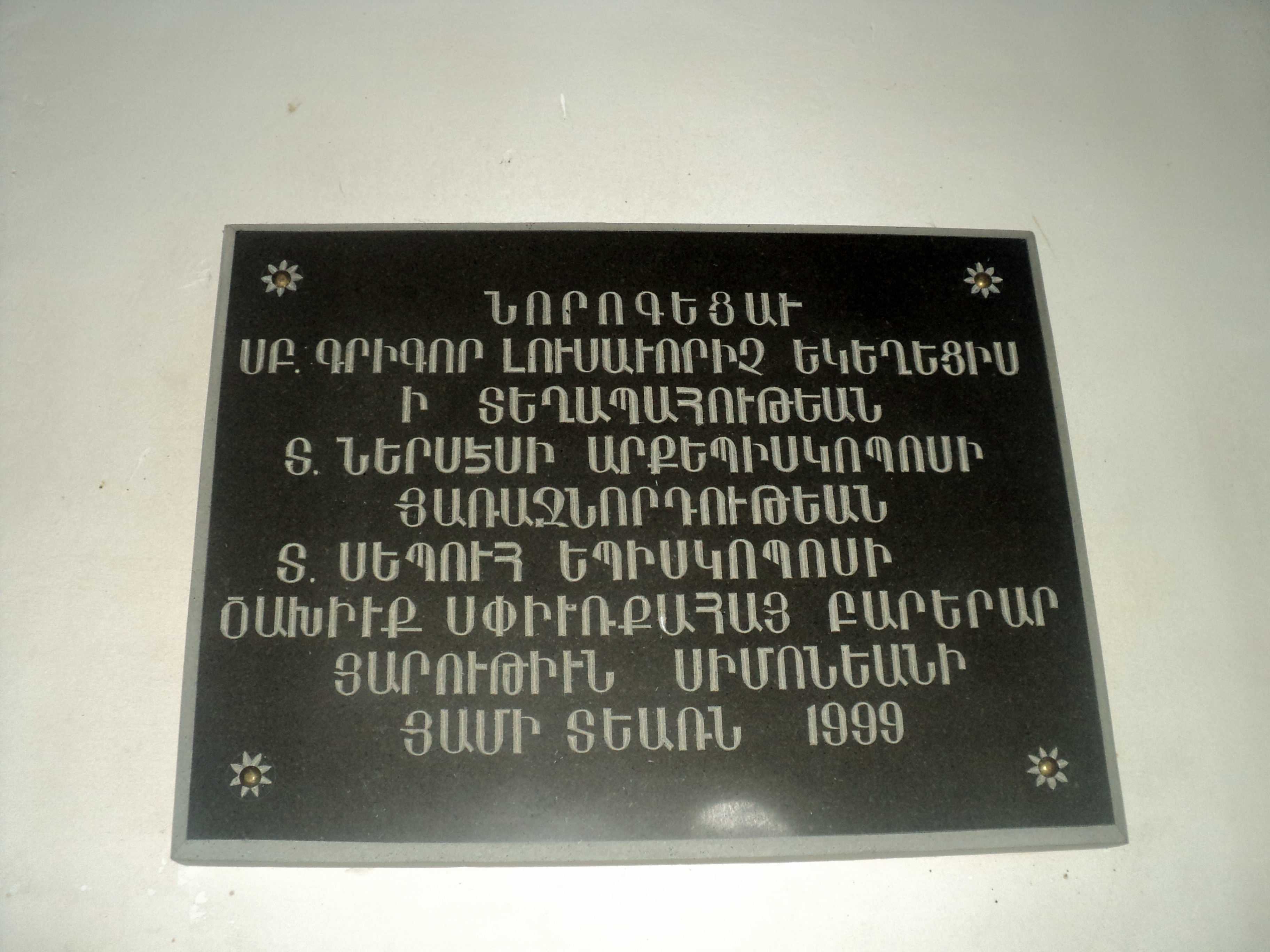
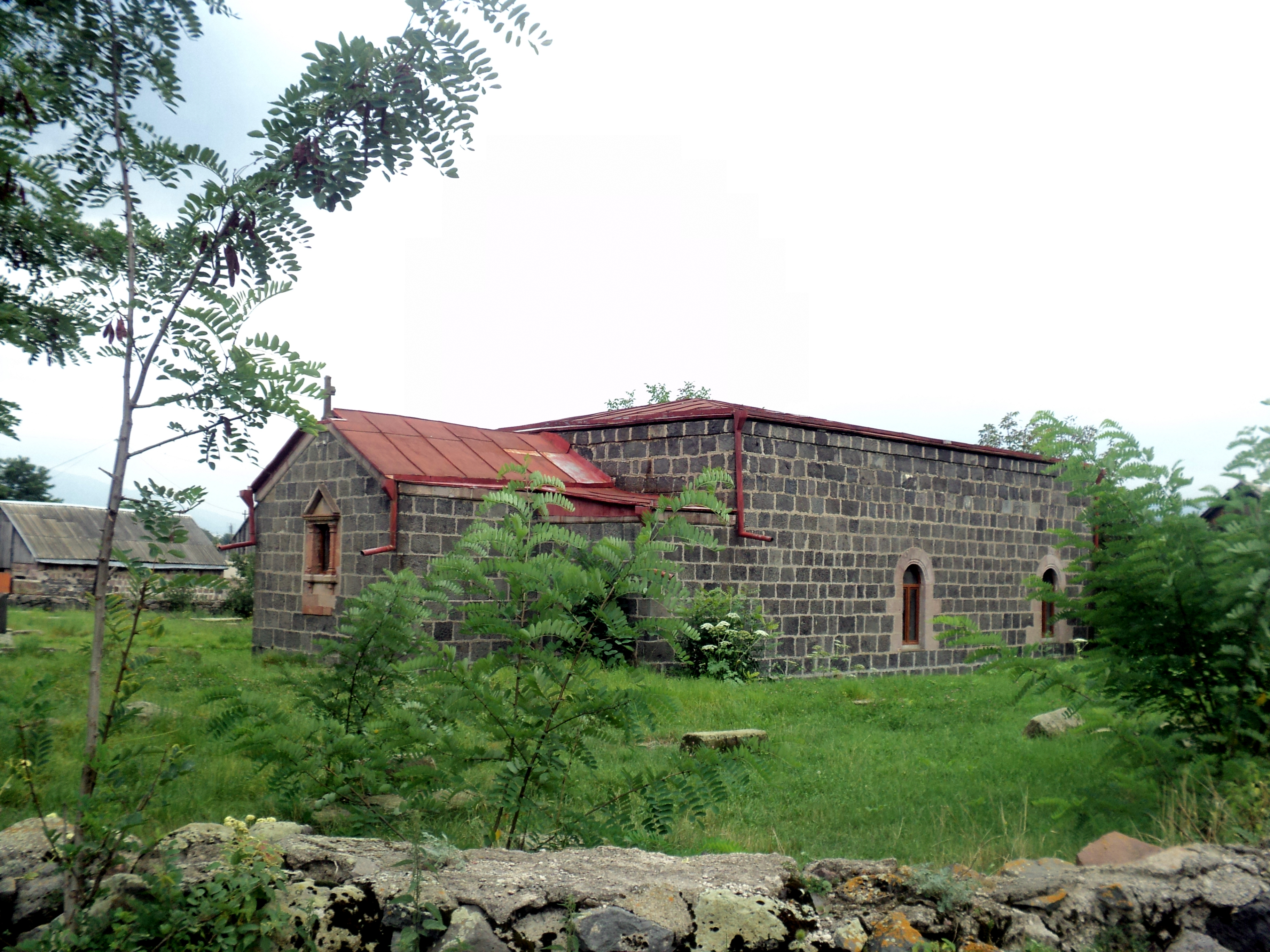
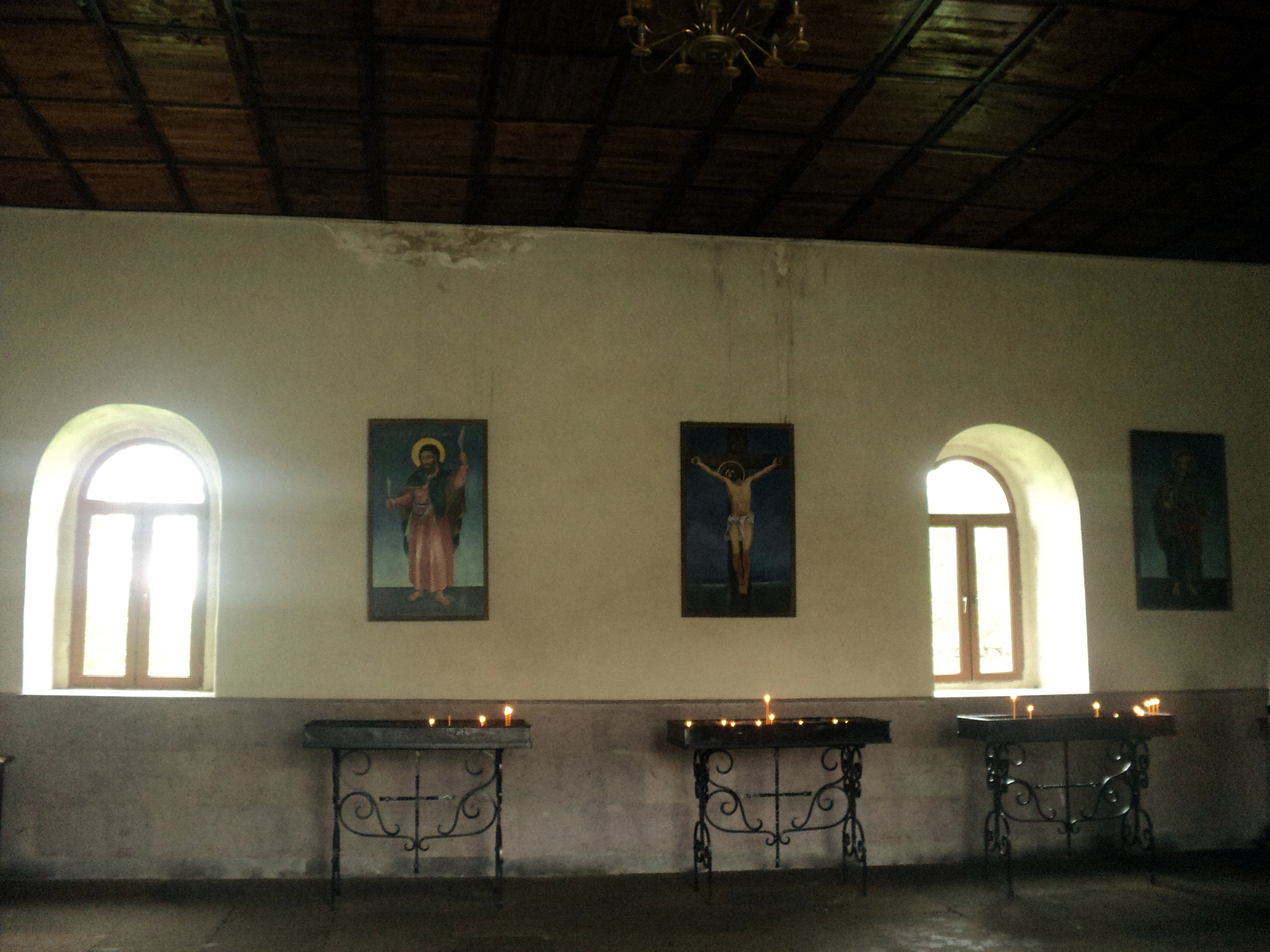
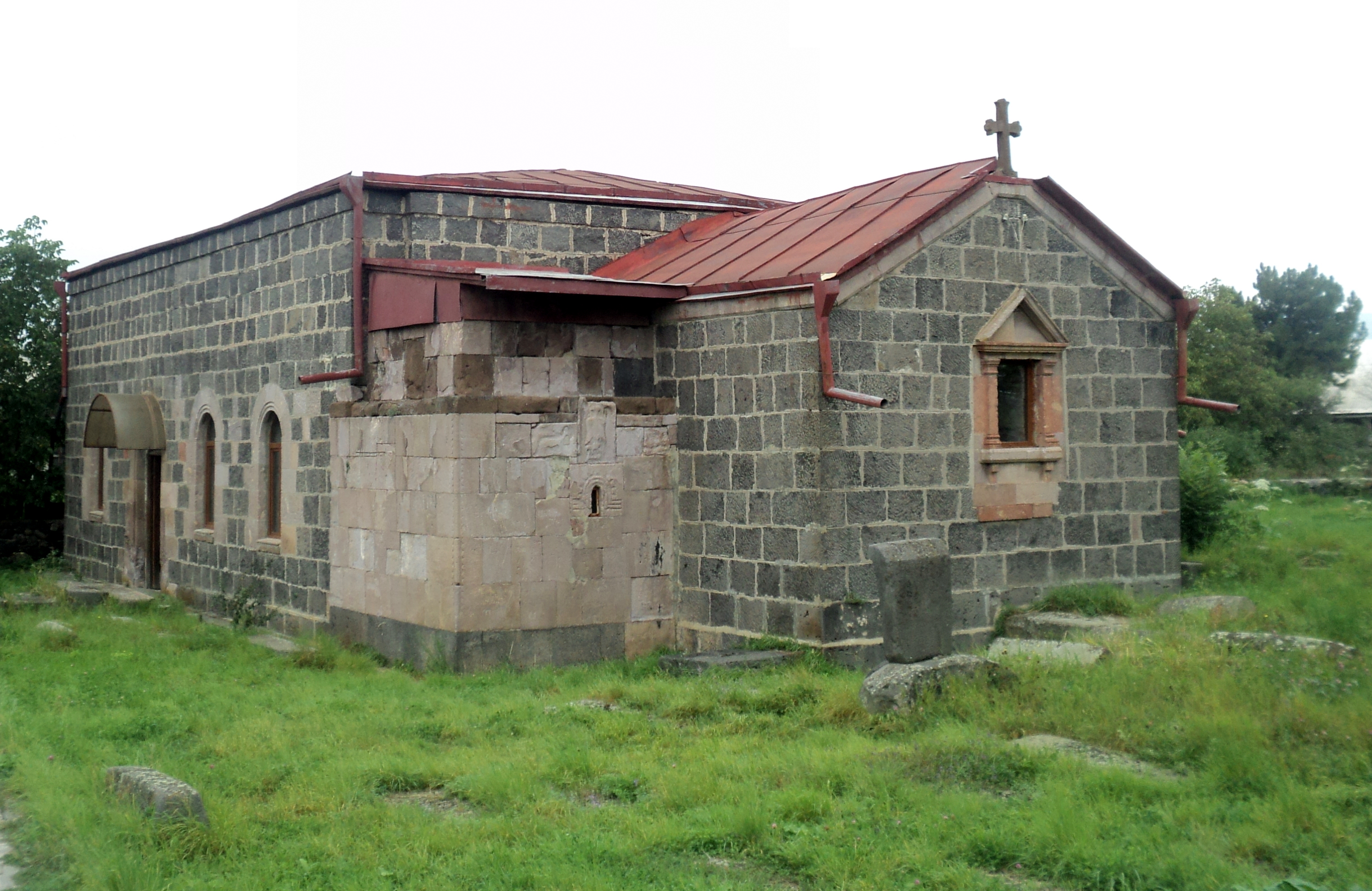
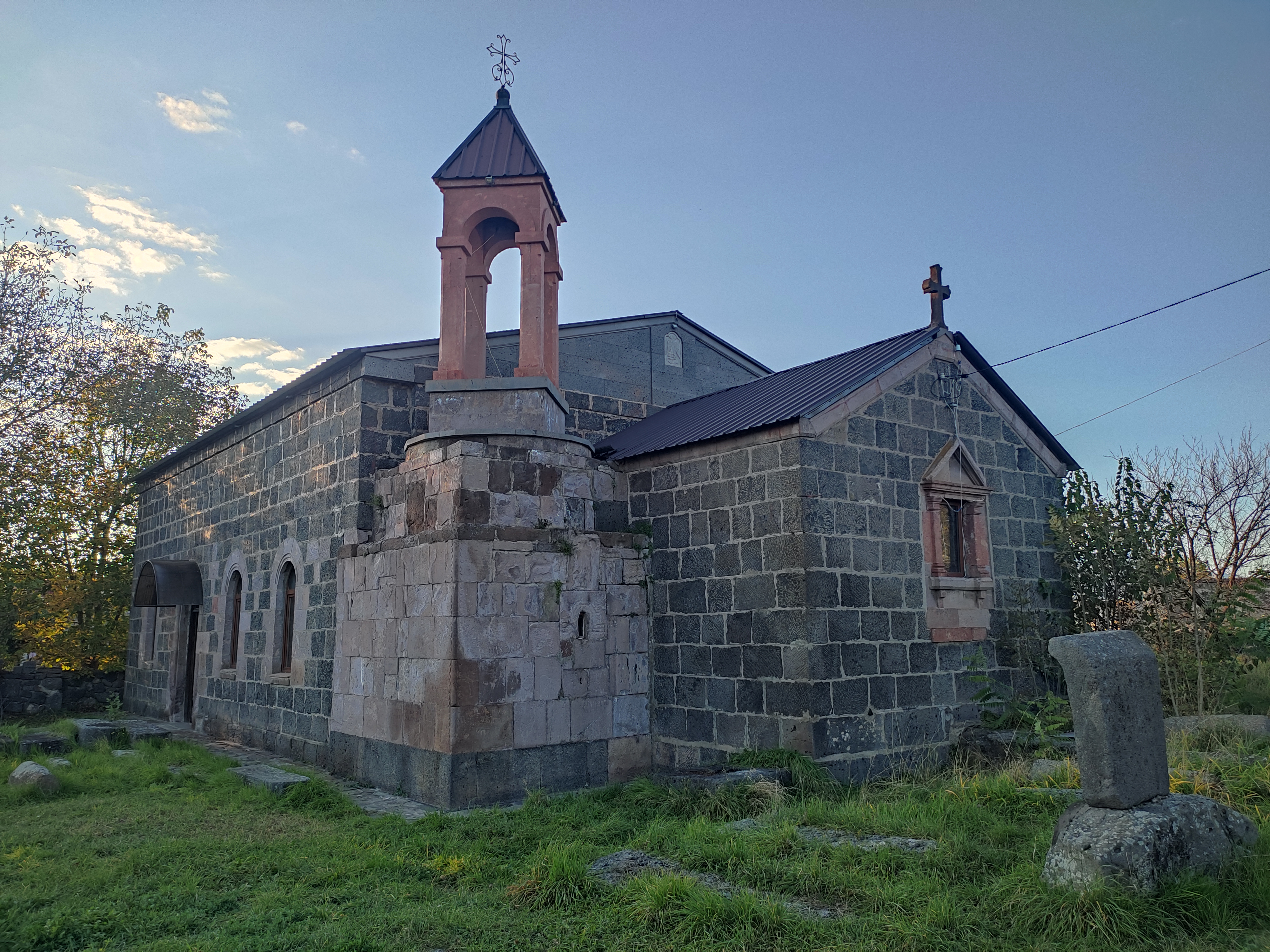
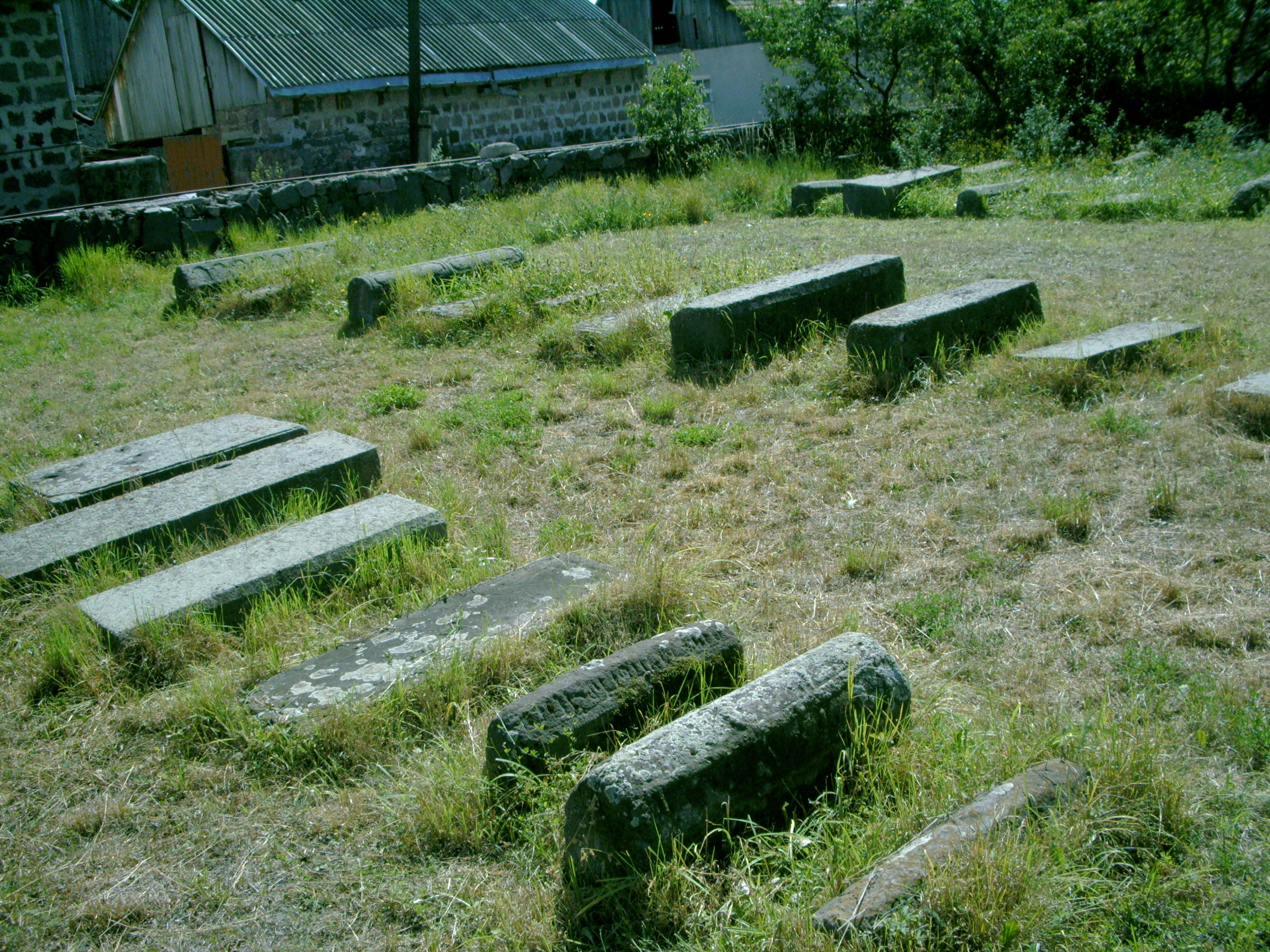
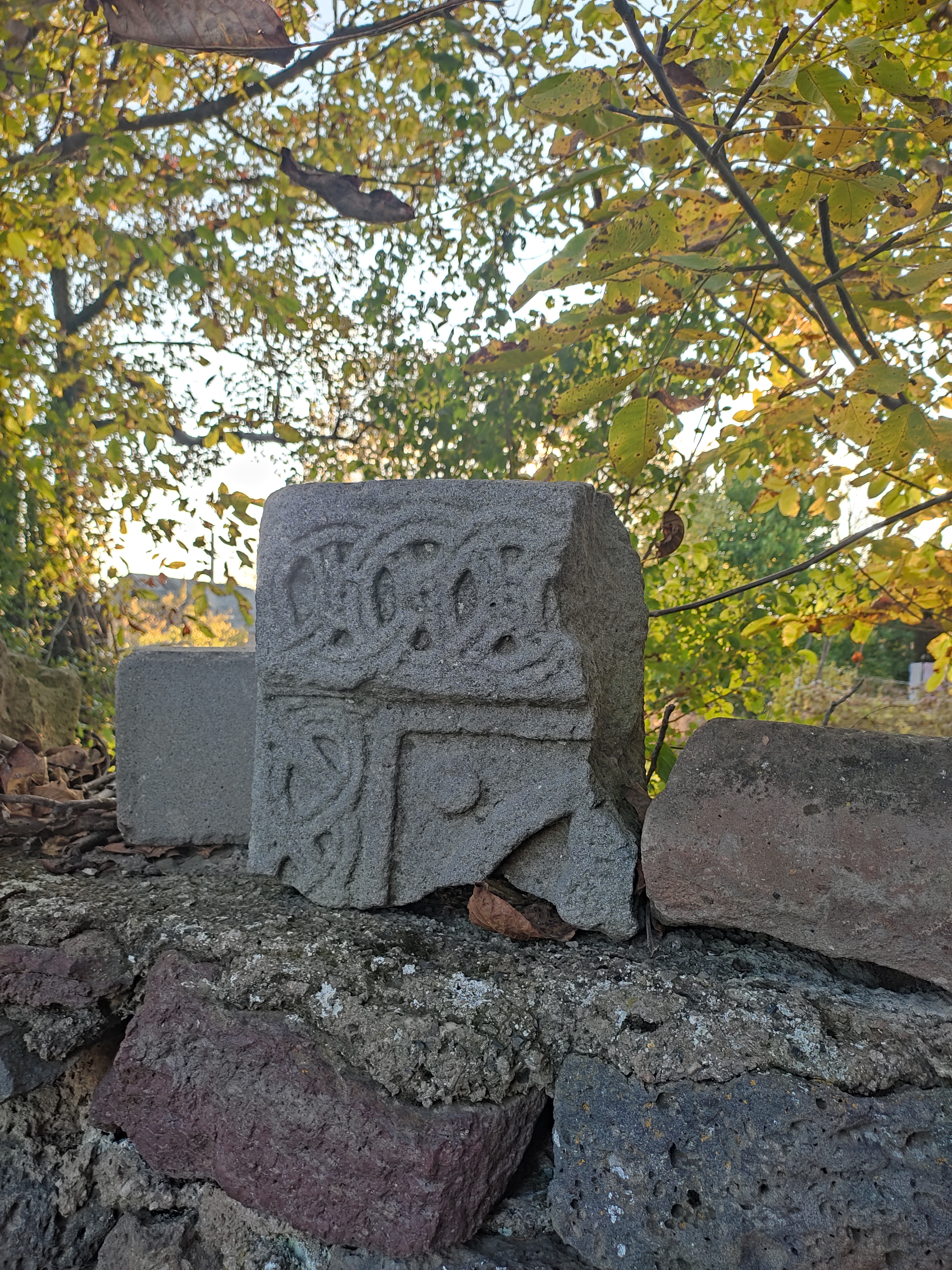
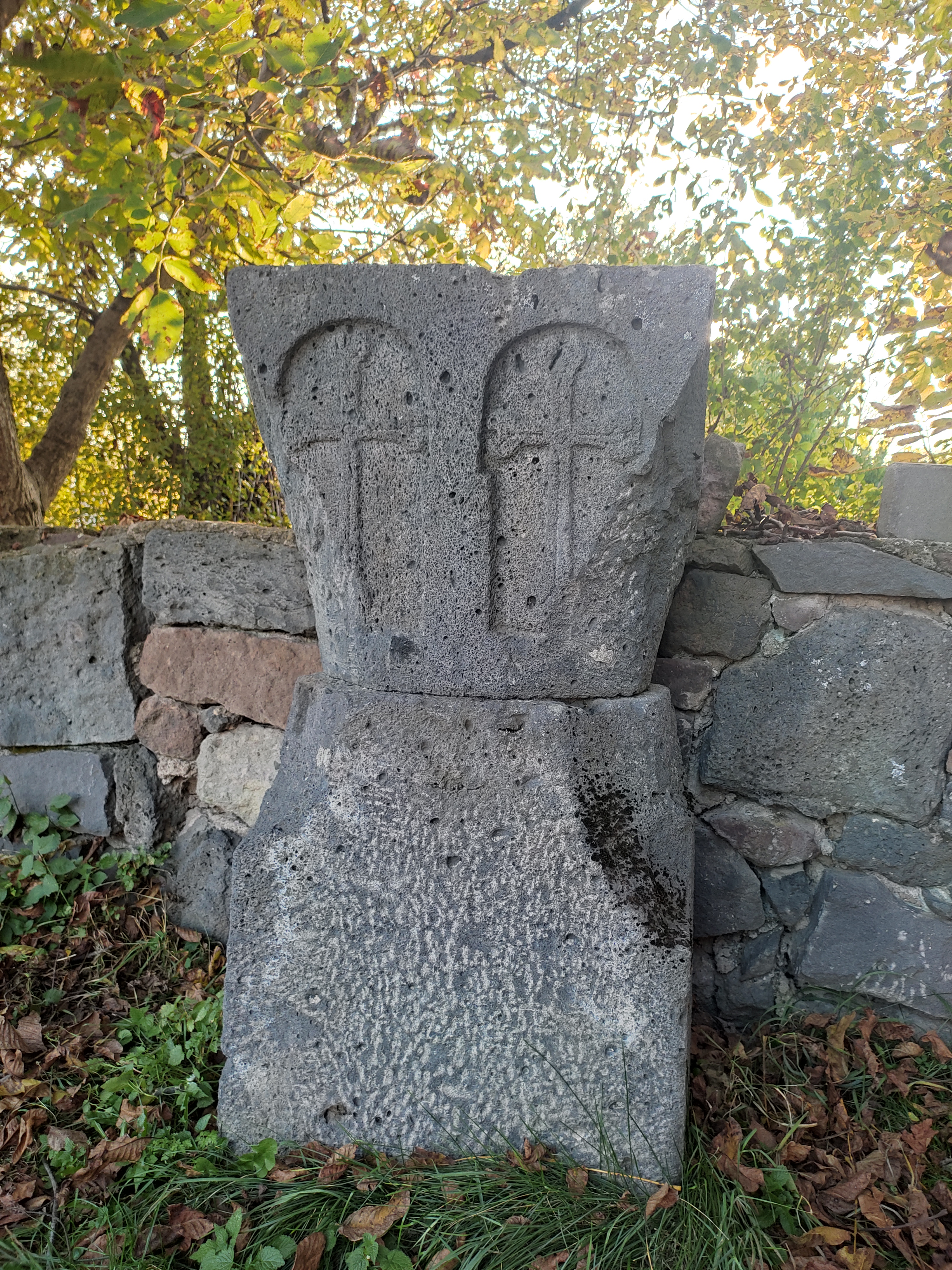
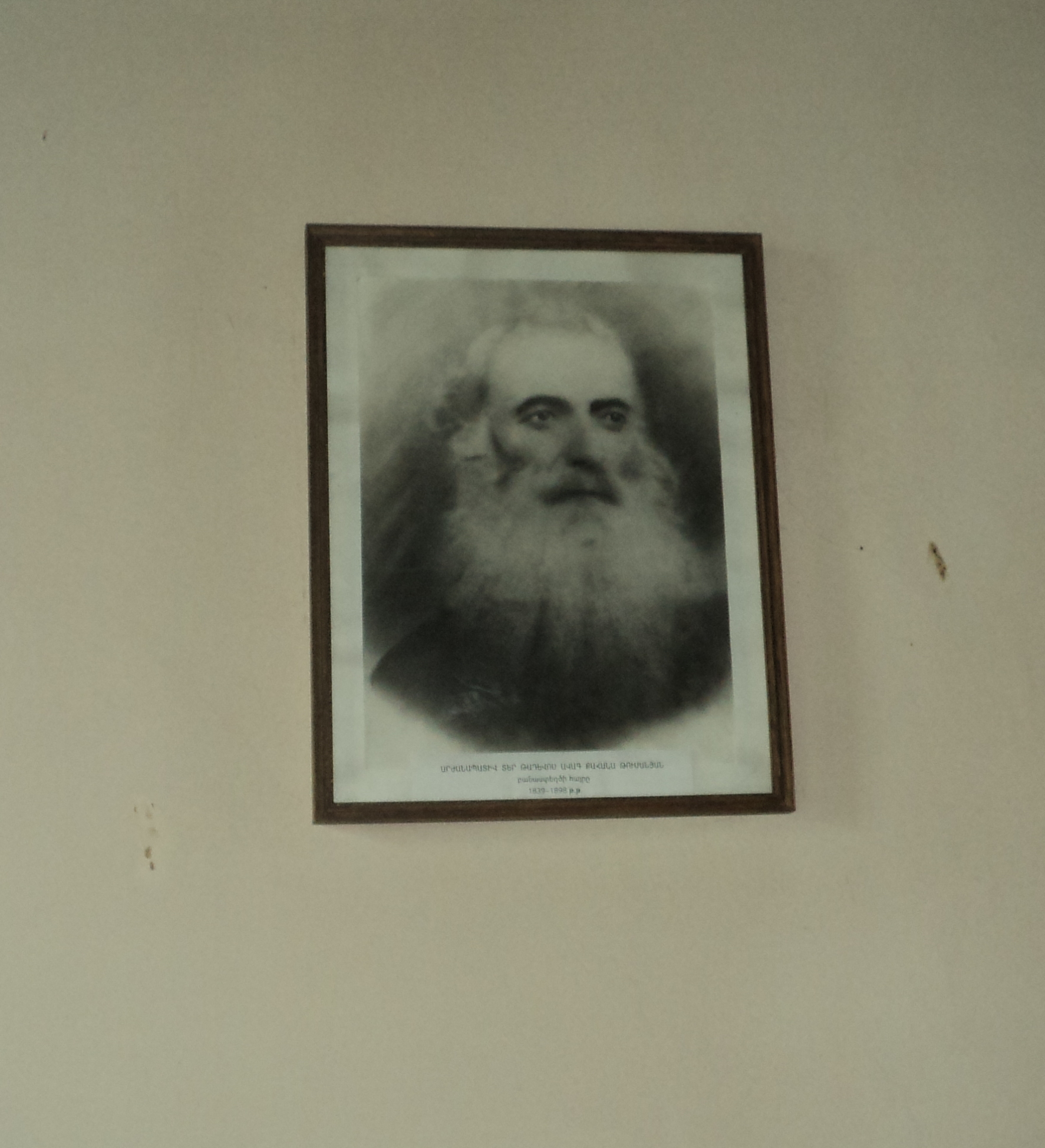
آصلان، پدر هوهانس تومانیان (۱۸۳۹-۱۸۹۸) که بانام تر-تادئوس منصوب شده بود کشیش روستا بود.